# Nemesis (serie)
Nemesis is een Nederlandse serie van Disney+. De politiethriller is gebaseerd op het gelijknamige boek van Simon de Waal. Nemesis is de eerste Nederlandse dramaserie die Disney+ uitbrengt.

## Verhaal
Het verhaal volgt officier van justitie Sylvia van Maele, die na de brute moord op een belangrijke getuige in haar eigen huis het heft in eigen handen neemt. Ze vormt een geheim team van rechercheurs om jacht te maken op een groep internationale criminelen die tot dan toe buiten het bereik van de wet zijn gebleven. De serie verkent thema's als corruptie, misdaad en gerechtigheid, terwijl Sylvia te maken krijgt met machtige figuren die koste wat kost hun controle willen behouden.

## Rolverdeling
| Acteur           | Rol              | Functie                                           |
| ---------------- | ---------------- | ------------------------------------------------- |
| Lies Visschedijk | Sylvia van Maele | Protagonist, Officier van justitie                |
| Romana Vrede     | Lars van Deumen  | Fiscale inlichtingen- en opsporingsdienstofficier |
| Peter Blok       | Ed Koppers       | Hoofdofficier, Ex man Sylvia, vader Julius        |
| Jade Olieberg    | Nina Jacobs      | Presentator van podcast Where is My Money?        |
| Florian Regtien  | Julius Koppers   | Zoon van Sylvia van Maele & Ed Koppers            |
| Chris Peters     | Martin Heezink   | Antagonist, Verdachte van witwassen / crimineel   |
| Bram Suijker     | Markus Frederiks | Officier van justitie                             |
| Emma Buysse      | Kim Loevenaar    | Inspecteur FIOD                                   |
| Celion Kerk      | Daniel de Leeuw  | Hulpofficier                                      |
| Soumaya Ahouaoui | Ellen van Raat   |                                                   |
| Bart Klever      | Oscar Vlijmen    | Oud-directeur DNB                                 |
| Mustafa Duygulu  | Faber Metekohij  |                                                   |

## Filmlocaties
De serie is op verschillende plekken in Nederland gefilmd, waaronder Scheveningen, de Hofvijver, Korte en Lange Voorhout, A12-snelweg en de Schilderswijk in Den Haag en de Zuidas in Amsterdam. Ook Arnhem is veelvoudig gebruikt als locatie voor de opnames. Onder andere het provinciehuis en het gemeentehuis stonden decor. Het provinciehuis moest een locatie van het Openbaar Ministerie voorstellen. Opnames in Vaals in en rondom hotel kasteel Bloemendal. 